# Sommerance

Sommerance este o comună în departamentul Ardennes din nordul Franței. În 1 ianuarie 2022 avea o populație de 48 de locuitori.